# Código 46
Code 46 (bra/prt: Código 46) é um filme britânico de 2003, dos gêneros ficção científica e drama romântico, dirigido por Michael Winterbottom.

## Sinopse
No futuro a liberdade de locomoção é restrita e, para viajar é necessário um passe oficial, chamados de papelles. Quando começa a ocorrer a falsificação destes documentos, William é encarregado de investigar e viaja para Xangai em busca do falsificador. Após descobrir a identidade da criminosa, acaba se apaixonando por ela.

## Elenco
- Tim Robbins.......William Geld
- Togo Igawa.......motorista
- Nabil Elouahabi.......vendedor
- Samantha Morton.......Maria Gonzales
- Sarah Backhouse.......garota do tempo
- Jonathan Ibbotson.......pugilista
- Natalie Jackson Mendoza.......recepcionista
- Om Puri.......Bahkland
- Emil Marwa.......Mohan
- Nina Fog.......Wole

## Prêmios
- Indicado
  - British Independent Film Awards[qual?][carece de fontes?]
  - European Film Awards[qual?][carece de fontes?]
  - Satellite Awards[qual?][carece de fontes?]
  - Sitges - Catalonian International Film Festival[qual?][carece de fontes?]
  - Venice Film Festival[qual?][carece de fontes?]

- Venceu
  - Neuchâtel International Fantasy Film Festival[qual?][carece de fontes?]
  - Sitges - Catalonian International Film Festival[qual?][carece de fontes?]